# Slag bij Mutina
De Slag bij Mutina werd uitgevochten op 21 april 43 v.Chr. tussen het leger van Marcus Antonius en dat van Octavianus, Aulus Hirtius en Gaius Vibius Pansa Caetronianus die namens de Romeinse Republiek vochten.

## Aanloop
Een jaar na de dood van Julius Caesar waren de onderhandelingen tussen Marcus Antonius en de Romeinse Senaat op niets uitgelopen. Antonius was echter niet blij dat hij zijn proconsulaat moest vervullen in de provincie Macedonia. Uiteindelijk koos hij ervoor om vijf jaar als proconsul te dienen in Gallia Cisalpina. Er was echter al een gouverneur actief in Gallia Cisalpina, Decimus Iunius Brutus Albinus, en Antonius was van plan om zijn Macedonische legioenen te laten overkomen naar Italië en daarmee Brutus Albinus te verjagen.
Hierop begon Antonius de stad Mutina te belegeren in de hoop Brutus Albinus klein te krijgen. Vanuit de Romeinse senaat werden er op voorspraak van Marcus Tullius Cicero het leger van Octavianus naar Mutina gestuurd om Brutus Albinus te helpen. Aan het hoofd van dit leger werden de consuls Aulus Hirtius en Gaius Vibius Pansa Caetronianus geplaatst, omdat Octavianius nog geen imperium had verkregen van de senaat. Het kwam al tot een treffen tussen de twee partijen in de Slag bij Forum Gallorum waarbij Pansa dodelijk gewond raakte, maar wist te ontkomen door de hulp van Hirtius.

## Slag
Zes dagen na de slag bij Forum Gallorum ontmoetten de twee legers elkaar opnieuw, ditmaal bij Mutina. Tijdens een aanval op het kamp van Antonius sneuvelde Aulus Hirtius, terwijl Pansa nog dodelijk gewond was van het eerdere treffen. Het leger van Antonius werd verslagen en Octavianus kreeg de opdracht van de senaat om de legioenen die hij onder zijn bevel had over te dragen aan Decimus Brutus. Octavianus weigerde dit omdat hij niet wilde samenwerken met een van de moordenaars van zijn Julius Caesar. De senaat stelde Decimus Brutus aan om Marcus Antonius te vervolgen, tot onvrede van Octavianus.

## Nasleep
Antonius vluchtte met de restanten van zijn leger naar Gallia Transalpina waar Marcus Aemilius Lepidus rekruten aan het werven was. De twee heren sloten zich daar bij elkaar aan. Toen Octavianus dit nieuws hoorde besefte hij dat zijn kansen verkleind waren en besloot hij contact met hen op te nemen. Ze ontmoetten elkaar bij Bononia en sloten daar het Tweede Triumviraat. Lang zou het triumviraat niet standhouden en kwam het alsnog tot een oorlog tussen Octavianus en Marcus Antonius waarbij Octavianus uiteindelijk overwon.

## Antieke bronnen
- Appianus, Bellum Civile III 71.
- Cassius Dio, XLVI 38.3–39.1.
- Suetonius, Divus Augustus 10.3–11.